# 朝天宫街道
朝天宫街道是中华人民共和国江苏省南京市秦淮区下属的一个街道办事处。面积1.34平方千米，人口46415人。南面以升州路为界；西面以莫愁路、建邺路、鼎新路为界，毗邻止马营街道；北面以汉中路为界，毗邻鼓楼区华侨路街道；东面以中山南路为界，毗邻淮海路街道、洪武路街道和建康路街道。该街道下辖8个社区：建邺路社区、冶山道院社区、张府园社区、俞家巷社区、陆家巷社区、秣陵路社区、评事街社区、绒庄新村社区。

## 行政区划
朝天宫街道下辖以下村级行政区划单位：
陶李王巷社区、评事街社区、绒庄新村社区、汉西门社区、俞家巷社区、秣陵路社区、冶山道院社区、张府园社区、止马营社区、七家湾社区和安品街社区。